# Дей-Ананг, Майкл
Майкл Дей-Ананг (англ. Michael Dei-Anang; 1909, Мампонг, Золотой Берег — 1977) — ганский поэт, драматург и писатель

. Писал на английском языке. Родоначальник гражданской лирики Ганы.

## Биография
Обучался в колледже Ахимота в Гане, затем в Лондонском университете. Работал в различных министерствах страны в колониальный и постколониальный периоды, во время политических изменений в Гане, преследовался, был заключён в тюрьму на два месяца после свержения первого президента Ганы Кваме Нкрума, с которым он работал в 1966 году.
После освобождения из тюрьмы в 1966 году переехал в США, где преподавал в колледже Брокпорта.

## Творчество
Представитель литературной группы Pilot Pioneers, работы которого имеют антиколониальный характер и направлены на пробуждение национального самосознания.
Его работы также отражают интерес писателя к ганской мифологии, местным мифам, легендам и преданиям, которые нашли отражение в его произведениях.
Автор сборников стихов «Своевольные строки из Африки» (1946), «Африка говорит» (1959), «Величие Ганы» (1965) и других, а также исторической пьесы «Золотой трон Оконфо Аноче» (1960), ориентированной на художественный опыт исторических хроник Шекспира.
Для его творческой манеры характерна повышенная эмоциональность, находящая выражение в ярких, публицистически заострённых образах.
Внёс заметный вклад в развитие национальной словесности.

## Избранные произведения
- Wayward Lines from Africa (1946)
- Cocoa Comes to Mampong: Brief Dramatic Sketches Based on the Story of Cocoa in the Gold Coast Schauspiel (1949)
- Africa Speaks (1959)
- Okomfo Anokye’s Golden Stool, Schauspiel, (1960)
- Ghana Semitones, (1962)
- Ghana Glory: Poems on Ghana and Ghanaian Life, Gedichtsammlung, (1965)